# Italia en la Copa Mundial de Rugby de 1995
La Selección de rugby de Italia fue uno de los 16 participantes de la Copa Mundial de Rugby de 1995 que se realizó en Sudáfrica.
Fue la tercera participación de los Azzurri en la Copa Mundial de Rugby.

## Plantel
| Nombre                 | Posición       | Club                 |
| ---------------------- | -------------- | -------------------- |
| Moreno Trevisiol       | hooker         | Benetton Rugby       |
| Carlo Orlandi          | hooker         | Amatori Rugby Milano |
| Massimo Cuttitta (c.)  | pilar          | Amatori Rugby Milano |
| Franco Properzi        | pilar          | Amatori Rugby Milano |
| Giovanni Grespan       | pilar          | Benetton Rugby       |
| Mauro Dal Sie          | pilar          | Rugby San Donà       |
| Andrea Castellani      | pilar          | L'Aquila Rugby       |
| Roberto Favaro         | segunda línea  | Benetton Rugby       |
| Mark Giacheri          | segunda línea  | Benetton Rugby       |
| Pierpaolo Pedroni      | segunda línea  | Amatori Rugby Milano |
| Giambattista Croci     | segunda línea  | Amatori Rugby Milano |
| Diego Scaglia          | segunda línea  | Benetton Rugby       |
| Orazio Arancio         | ala            | Benetton Rugby       |
| Andrea Sgorlon         | ala            | Benetton Rugby       |
| Massimo Giovanelli     | ala            | Amatori Rugby Milano |
| Massimiliano Capuzzoni | ala            | Amatori Rugby Milano |
| Carlo Checchinato      | Número 8       | Benetton Rugby       |
| Julian Gardner         | Número 8       | Benetton Rugby       |
| Alessandro Troncon     | medio scrum    | Benetton Rugby       |
| Ivan Francescato       | medio scrum    | Benetton Rugby       |
| Domínguez              | medio apertura | Amatori Rugby Milano |
| Francesco Mazzariol    | medio apertura | Benetton Rugby       |
| Piermassimiliano Dotto | medio apertura | Benetton Rugby       |
| Massimo Bonomi         | centro         | Amatori Rugby Milano |
| Stefano Bordon         | centro         | Piacenza Rugby Club  |
| Paolo Vaccari          | centro         | Amatori Rugby Milano |
| Marco Platania         | centro         | Amatori Rugby Milano |
| Marcello Cuttitta      | wing           | Amatori Rugby Milano |
| Massimo Ravazzolo      | wing           | Rugby Calvisano      |
| Mario Gerosa           | wing           | Piacenza Rugby Club  |
| Luigi Troiani          | zaguero        | L'Aquila Rugby       |

## Participación

### Grupo B
| Equipo     | Gan. | Emp. | Perd. | A favor | En contra | Puntos |
| ---------- | ---- | ---- | ----- | ------- | --------- | ------ |
| Inglaterra | 3    | 0    | 0     | 95      | 60        | 9      |
| Samoa      | 2    | 0    | 1     | 96      | 88        | 7      |
| Italia     | 1    | 0    | 2     | 69      | 94        | 5      |
| Argentina  | 0    | 0    | 3     | 69      | 87        | 3      |
| 27 de mayo de 1995 | Italia                                                                      | 18 – 42 (11-12) | Samoa                                                               | Estadio Basil Kenyon, East London                             |                                                               |
|                    | Tries: Vaccari Mllo. Cuttitta Con: Domínguez Pen: Domínguez Drop: Domínguez |                 | Tries: , Lima , Harder Kellett Tatupu Con: (2) Kellett Pen: Kellett | Asistencia: 7868 espectadores Árbitro(s): Joël Dumé (Francia) | Asistencia: 7868 espectadores Árbitro(s): Joël Dumé (Francia) |

| 31 de mayo de 1995 | Inglaterra                                                   | 27 – 20 (16-10) | Italia                                                             | Estadio Kings Park, Durban                                             |                                                                        |
|                    | Tries: R. Underwood T. Underwood Con: Andrew Pen: Andrew (5) |                 | Tries: Mmo. Cuttitta Vaccari Con: (2) Domínguez Pen: (2) Domínguez | Asistencia: 45.093 espectadores Árbitro(s): Stephen Hilditch (Irlanda) | Asistencia: 45.093 espectadores Árbitro(s): Stephen Hilditch (Irlanda) |

| 4 de junio de 1995 | Argentina                                                     | 25 – 31 (12-12) | Italia                                                                | Estadio Basil Kenyon, East London                                |                                                                  |
|                    | Tries: Martin Try penal Corral Cilley Con: Cilley Pen: Cilley |                 | Tries: Vaccari Gerosa Domínguez Con: (2) Domínguez Pen: (4) Domínguez | Asistencia: 7571 espectadores Árbitro(s): Clayton Thomas (Gales) | Asistencia: 7571 espectadores Árbitro(s): Clayton Thomas (Gales) |